# Deniz Pero
Deniz Pero (* 15. Juni 1995 in Kirchheim unter Teck) ist ein deutsch-türkischer Fußballspieler.

## Karriere
Pero wuchs in Köngen auf. Er wurde in der Jugend unter anderem von den Stuttgarter Kickers ausgebildet, wechselte 2012 nach England zu den Blackburn Rovers und unterschrieb 2014 schließlich bei Bucaspor, wo er sein Debüt am 30. November 2014 gegen Şanlıurfaspor gab, als er in der 85. Minute für Yasin Avcı eingewechselt wurde. 2016 wurde der Vertrag aufgelöst und Pero war für gut ein Jahr vereinslos, bevor Bucaspor ihn im August 2017 erneut verpflichtete. 2018 wurde er schließlich von Eyüpspor gekauft. 2019 beendete er seine Profilaufbahn. Seit 2021 spielt er für seinen Heimatverein, den TSV Köngen, im Amateurbereich.